# Pierwsza junta wigów

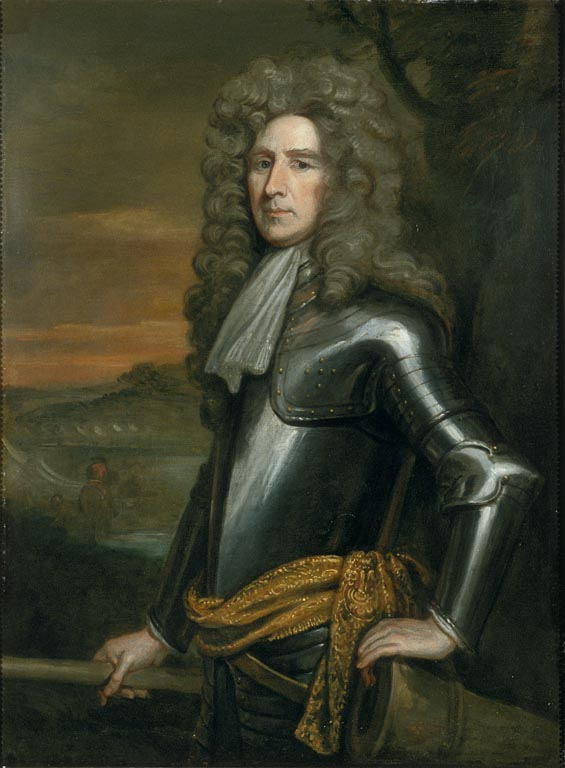
Hrabia Romney, generał artylerii

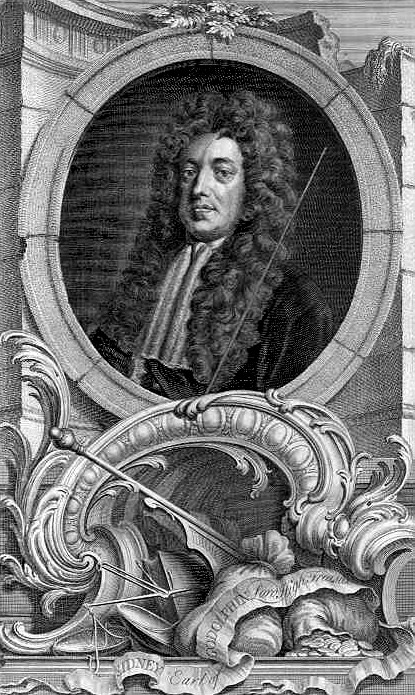
Baron Godolphin of Rialton, lord wielki skarbnik

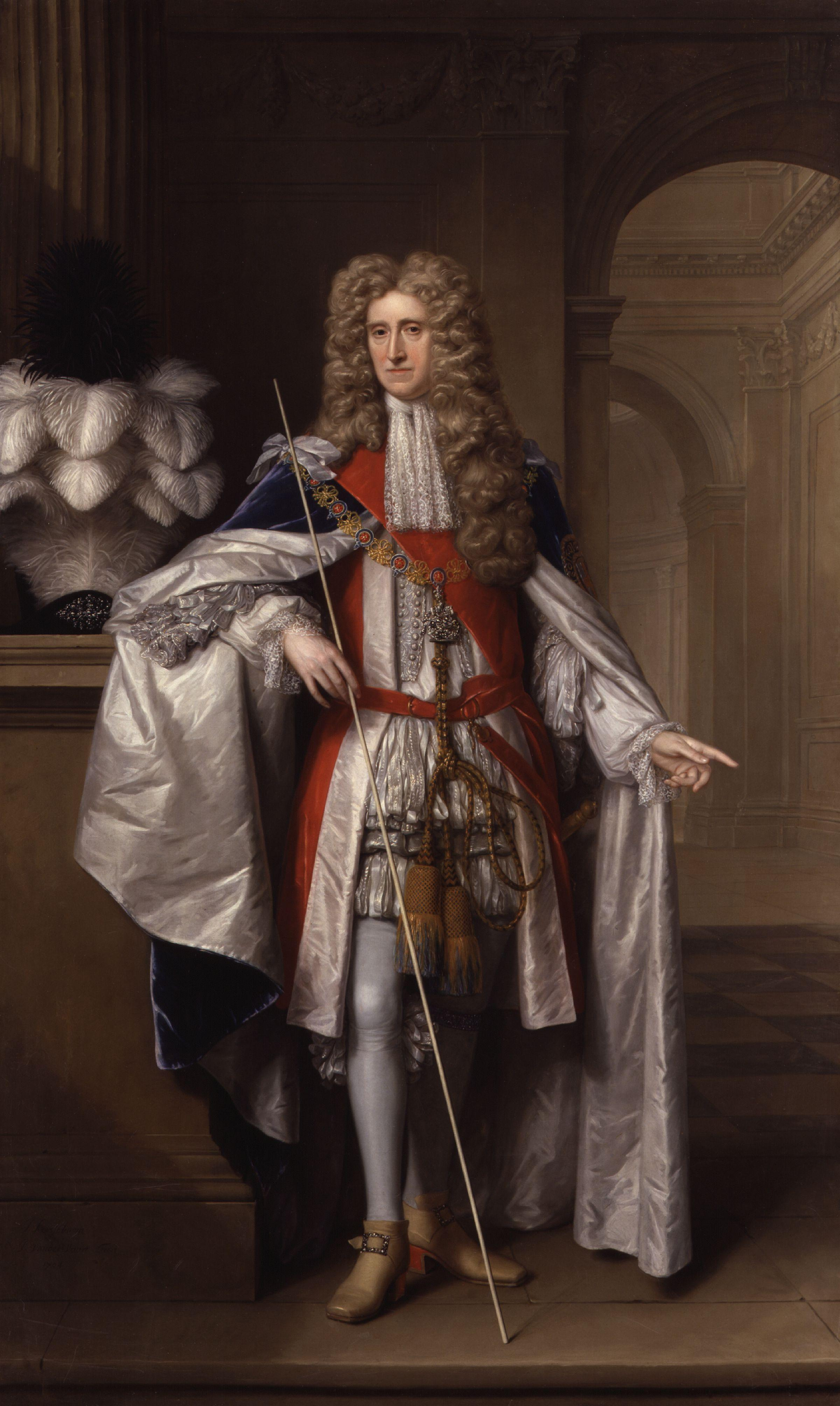
Książę Leeds, lord przewodniczący Rady

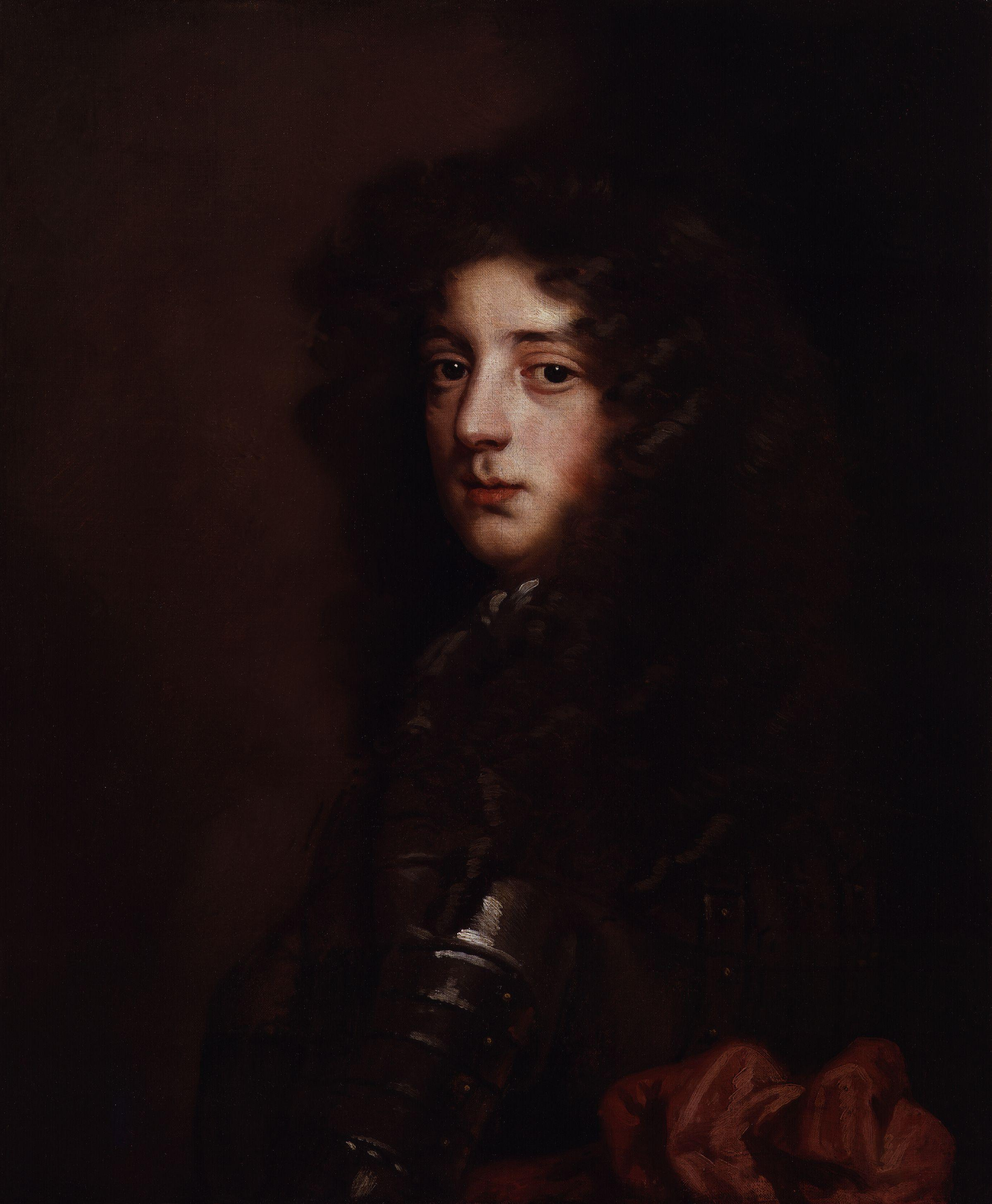
Hrabia Pembroke, lord tajnej pieczęci

Pierwsza junta wigów (ang. First Whig Junto), nazwa ministerium rządzącego Anglią pomiędzy 1694 a 1699 rokiem.

## Skład ministerium
| kanclerz skarbu                    | Charles Montagu                                                    | 1694–1697                     |
| Lord Strażnik Wielkiej Pieczęci    | John Somers, 1. baron Somers                                       | 1694–1697                     |
| Kontroler Dworu Królewskiego       | Thomas Wharton, 5. baron Wharton                                   | 1694–1699                     |
| Generał artylerii                  | Henry Sydney, 1. hrabia Romney                                     | 1694–1699                     |
| Lord Wielki Admirał                | Edward Russell, 1. hrabia Orford                                   | 1694–1699                     |
| Minister północnego departamentu   | Charles Talbot, 1. książę Shrewsbury William Trumbull James Vernon | 1694–1695 1695–1697 1697–1699 |
| Arcybiskup Canterbury              | Thomas Tenison                                                     | 1694–1699                     |
| Lord wielki skarbnik               | Sidney Godolphin, 1. baron Godolphin of Rialton Charles Montagu    | 1694–1697 1697–1699           |
| Lord przewodniczący Rady           | Thomas Osborne, 1. książę Leeds                                    | 1694–1699                     |
| Lord tajnej pieczęci               | Thomas Herbert, 8. hrabia Pembroke                                 | 1694–1699                     |
| Lord steward                       | William Cavendish, 1. książę Devonshire                            | 1694–1699                     |
| Minister południowego departamentu | John Trenchard Charles Talbot, 1. książę Shrewsbury James Vernon   | 1694–1695 1695–1698 1698–1699 |
| Lord szambelan                     | Robert Spencer, 2. hrabia Sunderland                               | 1695–1699                     |
| Lord kanclerz                      | John Somers, 1. baron Somers                                       | 1697–1699                     |